# (134130) Apáczai
 134130 Apáczai – planetoida z pasa głównego asteroid okrążająca Słońce w ciągu 5 lat i 10 dni w średniej odległości 3,07 j.a.. Została odkryta 3 stycznia 2005 roku przez Krisztiána Sárneczkiego. Nazwana na cześć Jánosa Apáczaia Csere (1625-1659), węgierskiego naukowca. Przed jej nadaniem planetoida nosiła oznaczenie tymczasowe (134130)2005 AP.